# Miguel Ángel Onzari
Miguel Ángel Onzari Amigo, noto come Miguel Ángel Onzari (Buenos Aires, 6 febbraio 1950), è un ex calciatore argentino, di ruolo portiere.